# Barjauã
Abul Futu Barjauã Alustade  (Abū'l-Futūh Barjawān al-Ustādh; m. 25/26 de março de 1000) foi um oficial palaciano eunuco que virou primeiro-ministro (uacita) e regente de facto do Califado Fatímida de outubro de 997 até sua morte. De origem incerta, tornou-se tutor do herdeiro aparente Aláqueme Biamir Alá, que ascendeu como califa em 996 com a morte de seu pai Alaziz (r. 975–996). Com a coroação dele, o poder foi tomado por berberes cotamas, que tentaram monopolizar o governo e colidiram com os soldados-escravos turcos (gulans). Aliado com líderes berberes descontentes, foi capaz de tomar as rédeas do governo para si em 997. Seu mandato foi marcado pelo balanceio bem-sucedido entre berberes e turcos, bem como a ascensão de homens de várias origens, promovidos sob seu patrocínio. Militarmente, foi bem-sucedido em restaurar a ordem das inquietas províncias levantinas e líbias, e preparou o palco à trégua duradoura com o Império Bizantino. A concentração de poder em suas mãos e sua atitude arrogante alienaram Aláqueme, que ordenou seu assassinato e então assumiu o governo do califado para si.

## Vida

### Origens e ascensão ao poder
A origem de Barjauã é obscura: em seu dicionário biográfico, ibne Calicane registra-o como um africano negro, enquanto os historiadores ibne Alcalanici e Almacrizi afirmam que era branco, com Almacrizi ainda especificando que era siciliano (siquili) ou eslavo (saclabi), pois ambas as versões aparecem em manuscritos de sua obra. Um eunuco, foi levado como escravo na corte do califa Alaziz (r. 975–996), sob que tornou-se intendente da corte. Já antes da morte de Alaziz, foi nomeado tutor de Almançor, o filho e herdeiro do califa e futuro Aláqueme Biamir Alá, de onde também foi mencionado com o título de ustede (mestre), muitas vezes usado por preceptores eunucos dos príncipes. Em 996, acompanhou seu senhor para Bilbeis, onde Alaziz, em meio aos preparativos para uma expedição contra o Império Bizantino, adoeceu e se aproximada da morte. Segundo os cronistas, com a morte de Alaziz, correu para procurar seu pupilo. Ao encontrá-lo brincando numa árvore, colocou um turbante de jóias em sua cabeça e beijou o chão diante dele enquanto saldava-o como "comandante dos fiéis".
Após a morte de Alaziz, os berberes cotamas, que tradicionalmente forneciam a base dos exércitos fatímidas mas começaram a ser eclipsados por outros grupos — sobretudos mercenários turcos e dailamitas do Oriente islâmico ou maxaricas (Mashāriqa) — usaram a oportunidade apresentada pela ascensão do jovem Aláqueme para exigir o controle do governo. O vizir cristão ibne Nasturis foi demitido (e executado logo depois) e substituído por um comandante veterano, Haçane Abenamar, com o título de uacita (intermediário) em vez de vizir. Abenamar imediatamente começou a equipe do governo com os berberes, que se envolveram na pilhagem virtual dos cofres do Estado. As tentativas dos berberes para excluir os outros grupos interessados do poder — não apenas os turcos e outros contingentes étnicos do exército, mas também a burocracia civil, cujo salário foi cortado — alienou não só os maxaricas, mas alarmou Barjauã, que além disso alimentou suas próprias ambições. Ele contactou o governador fatímida de Damasco, o turco Manjutaquim, e convidou-o para marchar sobre o Egito e depor Abenamar. Manjutaquim aceitou, mas foi derrotado pelas tropas de Abenamar sob Solimão ibne Jafar ibne Fala em Ascalão e levou-o prisioneiro. Barjauã logo encontrou um novo aliado, na pessoa do líder cotama Jaixe ibne Samsama, governador de Trípoli, a quem ibne Fala demitiu e substituiu por seu irmão. Jaixe e Barjauã reuniram um grupo de outros líderes berberes descontentes, e lançaram uma revolta no Cairo. Abenamar foi forçado a fugir, e Barjauã substituiu-o como uacita em 4 de outubro de 997.

### Governo do Egito e morte
Durante sua ascensão, tentou balancear as duas facções e restaurar o equilíbrio que existiu sob Alaziz. Assim, inverteu o partidarismo flagrante de Abenamar e atendeu às demandas dos maxaricas por posições e patrocínio, enquanto tomou cuidado para aplacar os cotamas. Nesse sentido, perdoou Abenamar e restaurou lhe seu salário mensal de 500 dinares de ouro e nomeou Jaixe ibne Samsama ao governo de Damasco. Porém, sua ascensão ao poder marchou o declínio definitivo do poder cotama no Estado fatímida. Ao mesmo tempo, escolheu companheiros palacianos eunucos para ocupar muitas das mais altas posições na capital e províncias e criou uma considerável rede de patrocínio para promover pessoas de várias origens aos ofícios. Como seu administrador chefe, selecionou um cristão, Fade ibne Ibraim.
No tempo da ascensão de Barjauã, as províncias levantinas estavam em revolta. Tiro se revoltou sob o marinheiro Alaca, o chefe beduíno Mufarrije ibne Daguefal ibne Aljarrá tentou capturar Ramla, e houve um conflito com o Império Bizantino pelo controle do Emirado de Alepo dos hamadânidas ao norte da Síria. Liderados por Jaixe ibne Samsama, os fatímidas foram bem-sucedidos em suprimir a rebelião em Tiro em junho de 998, embora os habitantes pediram pela ajuda da marinha bizantina, e subjugaram Mufarrije e seus beduínos. Jaixe então marchou para aliviar Apameia, que estava sob cerco do duque de Antioquia Damião Dalasseno. Na batalha resultante, os fatímidas conseguiram uma grande vitória e Dalasseno caiu. A derrota de Dalasseno forçou o imperador Basílio II (r. 976–1025) a pessoalmente liderar uma campanha à Síria no ano seguinte, pilhando a região de Homs, Beirute e Trípoli, embora falhou em capturar a última. Ambos os impérios não estavam interessados em prosseguir a guerra na região, e através da mediação do patriarca de Jerusalém, uma trégua foi concluída em 1001 que confirmou o status quo e deu início a um longo período de paz, se nem sempre despreocupadas, relações entre as duas grandes potências do Mediterrâneo Oriental. Barjauã foi também bem-sucedido em debelar a revolta em Barca e restaurou o controle fatímida sobre Trípoli (na atual Líbia). Instalou governadores eunucos sobre essas cidades, mas a captura de Trípoli foi de curta duração e teve consequências não intencionais, pois as tropas fatímidas lutaram contra os berberes sanhajas por seu controle. Isso estreitou as relações com os zíridas, a quem confiaram o antigo coração fatímida da Ifríquia e do Magrebe quando os califas se mudaram ao Egito, e contribuiu para o afastamento gradual dos zíridas da lealdade fatímida.
Barjauã cometeu o erro de continuar pensando em Aláqueme como pupilo, tratando-o de uma maneira arrogante e até mesmo ousando restringir sua equitação e os presentes que distribuía. O relacionamento conturbado não foi ajudado quando Aláqueme, como relata Anuairi, soube que Barjauã se referia a ele como "o lagarto". Em resposta, Aláqueme desenvolveu um ódio feroz por seu ministro super-poderoso, encorajado por outro eunuco da corte, Abu Alfadle Raidane Açaclabi, que apontou o perigo de Barjauã se tornar um segundo Cafur, o escravo que se tornou governante de facto do Egito iquíxida após a morte do fundador da dinastia, Maomé ibne Tugueje Iquíxida. Assim, na noite de 25 de março de 1000, Raidane esfaqueou Barjauã na barriga com uma faca sob ordens de Aláqueme. O assassinato provocou desconforto entre as elites e a população, que temiam que o equilíbrio estabelecido por Barjauã fosse perturbado. Aláqueme, no entanto, foi capaz de acalmar seus medos e consolidar sua autoridade, aparecendo diante da multidão armada acima dos portões do palácio, justificando sua ação como estando bem dentro de seus direitos como califa e denunciando Barjauã como conspirador, enquanto apelava às pessoas para ajudá-lo em sua juventude e inexperiência. Aláqueme assumiu as rédeas do próprio governo, embora tenha tomado o cuidado de assegurar a continuidade mantendo Fade ibne Ibraim como chefe da burocracia. No entanto, durante todo o seu reinado, o califa procurou limitar o poder de seus vizinhos e os mudou com frequência; além disso, não hesitou em lançar expurgos do alto funcionalismo, ao qual vários funcionários importantes foram vítimas. Como Farhad Daftary escreve, Barjauã foi apenas o primeiro de uma "longa lista de vizires, uacitas, comandantes e outros dignitários" que perderam suas vidas às ordens de Aláqueme.
Barjauã era conhecido como "um homem de bom gosto e amante dos prazeres deste mundo" (B. Lewis) - em sua morte, segundo ibne Calicane, seu guarda-roupa "continha mil calças dabique, mil ticas de seda [cós] e imensa quantidade de roupas, móveis, instrumentos musicais, livros e curiosidades". Era patrono de músicos e poetas, que frequentavam sua casa. Uma rua no Cairo foi nomeada em sua homenagem e ainda portava o nome no século XIII.